# Exira
Exira és una població dels Estats Units a l'estat d'Iowa. Segons el cens del 2000 tenia 810 habitants.

## Demografia
Segons el cens del 2000, Exira tenia 810 habitants, 362 habitatges, i 211 famílies. La densitat de població era de 306,6 habitants/km².
Dels 362 habitatges en un 24,3% hi vivien nens de menys de 18 anys, en un 44,2% hi vivien parelles casades, en un 10,2% dones solteres, i en un 41,7% no eren unitats familiars. En el 38,1% dels habitatges hi vivien persones soles el 27,6% de les quals corresponia a persones de 65 anys o més que vivien soles. El nombre mitjà de persones vivint en cada habitatge era de 2,08 i el nombre mitjà de persones que vivien en cada família era de 2,74.
Per edats la població es repartia de la següent manera: un 21,9% tenia menys de 18 anys, un 4,6% entre 18 i 24, un 19% entre 25 i 44, un 20,9% de 45 a 60 i un 33,7% 65 anys o més.
L'edat mediana era de 49 anys. Per cada 100 dones de 18 o més anys hi havia 69,7 homes.
La renda mediana per habitatge era de 26.319 $ i la renda mediana per família de 32.222 $. Els homes tenien una renda mediana de 25.917 $ mentre que les dones 17.656 $. La renda per capita de la població era de 15.124 $. Entorn del 9,9% de les famílies i l'11,7% de la població estaven per davall del llindar de pobresa.

## Poblacions més properes
El següent diagrama mostra les poblacions més properes.